# 空之色，水之色
《空之色，水之色》（そらのいろ、みずのいろ），簡稱《SoraMizu》（そらみず），是2004年6月25日SPACE PROJECT的品牌Ciel发售的成人游戏，後來改編成成人动画發售共兩集。
本作以位于地方都市的县立学園和它的周边为舞台，主人公是通过暑假的補習和社团活动认识的2年级的男女4人。剧情的前半主要描写暑假的日常生活，后半开始进入性爱场景的描写。

## 剧情简介
在倚山临海的小城・玖珠井市的县立学校・東台校的一间教室里，主人公最所弌和女主角水島朝一起接受着暑假的补习。补习中，弌向同是游泳部的朝搭话，不过她的反应很冷淡。对第1学期从临镇转校而来的朝来说，弌只不过是个异样的存在。另一方面，在强烈的日光下等待二人补习结束的海野十三，对一个人给试验田浇水的另一个女主角空山菜摘芽一见钟情。不久菜摘芽带着试验田收获的野菜来到了游泳部。从那天开始，弌，十三，朝和菜摘芽这男女四人进入了和别人稍微有些不同的盛夏的恋爱故事。

## 登场角色
声優名字只有女主角是公开。
最所弌
東校2年生的主人公。游泳部所属。
水島朝（聲優：芹園宮）
身高：163cm，体重：50kg（自称49kg），三圍：B88（D罩杯）/W55/H86（cm）
東校2年生，女主角之一。
空山菜摘芽（聲優：みる）
身高：149cm，体重：38kg，三圍：B80（B罩杯）/W52/H78（cm）
東校2年生，女主角之一，花卉园艺部所属。
海野十三
東校2年生。和弌一样游泳部所属。

## 制作人员
- 角色设计、原画：Tony
- 脚本：嘘屋佐佐木酒人
- 音乐：菊田裕樹
- 影片：近藤敏信、齊藤久典
- 製作人：T-YAM、河岸昌行
- 監製：猫屋敷三月

## 发售历史
2004年
- 6月25日 - DVD-ROM初回版、CD-ROM初回版
- 7月27日 - DVD-ROM通常版

2006年
- 6月23日 - Ciel Limited Collector's Box

2007年
- 4月25日 - DVDPG版
- 9月14日 - 數位下载版

2010年
- 7月16日 - BDPG版

## 主題曲
片頭曲「空之色，水之色」（そらのいろ、みずのいろ）
作曲 - 菊田裕樹，作詞、歌：rie kito
挿入曲「希望之橋」（希望の橋）
作詞、歌：rie kito，作曲：菊田裕樹
片尾曲
作詞、歌：rie kito，作曲：菊田裕樹

## OVA
OVA共两卷。収録時間是每卷30分钟。2014年10月31日推出BD版，由高橋丈夫監修。OVA片尾曲與遊戲相同。總發售集數量超過四萬以上，在成人動畫業界中創下新紀錄。

### 发售历史
上卷《不行……會被聽到的♥》（ダメ……聞こえちゃう♥）
2006年7月28日 - DVD初回限定版
2006年8月6日 - DVD通常版
2007年8月17日 - UMD版
2007年9月28日 - UMD音声再収録版
2008年6月27日 - 再販版，和下卷同時发售。
下卷《我也……給你爽一下♥》（わたしも……してあげる♥）
2008年6月27日 - DVD初回限定版、DVD通常版

### 原创角色
声優名未公开。

网球部部長。褐色皮肤的美人。和部員一样和式随意的开着玩笑。
、
网球部部員。

### 制作人员
- 原作 - Ciel/rpm
- 企画 -
- 制片 -
- 动画制作 - 天手毛天、中塚裕治
- 監修 - 高橋丈夫（上卷）
- 監督 - 土支田板三（下卷）
- 脚本 -
- 分镜 - 高橋丈夫（上卷）、土支田板三（下卷）
- 演出 - 土支田板三（上卷）
- 原创角色设计 - Tony
- 角色设计 - 黑田和也
- 作画監督 - 黑田和也（上卷）、石原惠（下卷）
- 色彩設計 -
- 色指定検査、特效 - 酒井弥生
- 美術設定 - 佐藤平助
- 美術ボード - 吉永萌太
- 背景 - 竹松美穗
- CG导演 - 松井信哉
- 音響監督 - 倒海底王
- 音響効果 -
- 音響制作 - 神南工作室
- 音樂 - 菊田裕樹
- 編集 - AMGA、西重成
- VTR編集 - 一口坂工作室
- 广報 - 安斎真彥
- 设计 - 天手毛天
- 动画制作、製作 - （上卷）、（下卷）
- 发售 - （上卷）、a1c（下卷）
- 販売 - MARIGOLD（上卷）、TAKI Corporation（下卷）